# Seenotrettungsstation Ueckermünde
Die Seenotrettungsstation Ueckermünde ist die östlichste Station der Deutschen Gesellschaft zur Rettung Schiffbrüchiger (DGzRS) am Kleinen Haff, dem deutschen Teil des Stettiner Haffs in Mecklenburg-Vorpommern. Die neue Freiwilligen-Station war 1992 in Ueckermünde gegründet worden, um das Haff zwischen dem Festland und der Insel Usedom rettungstechnisch abzusichern. Die Alarmierung der Seenotretter erfolgt im Regelfall durch die Zentrale der DGzRS in Bremen, wo die Seenotleitung Bremen (MRCC Bremen) ständig alle Alarmierungswege für die Seenotrettung überwacht.

## Revier
In Ost-West-Richtung reicht das Revier der Seenotretter von Altwarp an der polnischen Grenze bis zur Mündung der Peene bei Anklam. Im Notfall werden auch Einsätze weiter westwärts über den Peenestrom bis zur Hafenstadt Wolgast gefahren oder auch grenzüberschreitend im Großen Haff zusammen mit den polnischen Kollegen.
Das bei Seglern und Surfern beliebte Revier birgt Gefahren durch ausgedehnte Flachwassergebiete mit vielen Untiefen. Daneben besteht Kentergefahr durch die kurz und steil aufbauende Welle, die sich schon bei Windstärken von 4 bis 5 Beaufort einstellt. Neben Motorbooten sind auf dem Haff Binnenschiffe und Fahrgastschiffe der Oderhaff Reederei unterwegs. Von Ueckermünde aus gibt es Haffrundfahrten und Überfahrten nach Swinemünde, Stettin und Kamminke auf Usedom. Auch die kleinen Fischerboote von Ueckermünde, Mönkebude und Altwarp benötigen bisweilen Unterstützung.
Mit den Rettern der Wasserwacht wird eine enge Zusammenarbeit gepflegt, die für die Bewachung der Strände am Haffufer in der Sommersaison zuständig sind. Bei südwestlichem Wind können Kanufahrer oder Schwimmer auf Luftmatratzen aufs Haff hinaustreiben und müssen von den Seenotrettern zurückgeholt werden. Seit August 2020 kann die Wasserwacht diese Aufgabe selber mit einem E-Rettungsboot durchführen.

## Geschichte
Schon im 19. Jahrhundert wurde für das Stettiner Haff eine preußische Seenotrettungsstation in Ziegenort gegründet und im Verzeichnis der DGzRS von 1867 gelistet. Ziegenort liegt heute in Polen und wurde zu Trzebież umbenannt. Der staatliche polnische Seenotrettungsdienst MSPiR betreibt dort wieder eine Rettungsstation für das Große Haff, dem polnischen Teil des Stettiner Haffs. Im Hafen liegt dazu das 15 Meter lange Rettungsboot MONSUN der SAR-1500-Klasse, das mit seinen zwei Maschinen von zusammen 1000 PS eine Geschwindigkeit von 30 Knoten laufen kann.
Die neue DGzRS-Station Ueckermünde erhielt bei der Gründung 1992 von der Seenotrettungsstation Maasholm das Seenotrettungsboot (SRB) der damaligen 7-Meter-Klasse TRIENTJE, das aber nur bis November blieb. Es  wurde zur Seenotrettungsstation Freest verlegt und dort auf den Namen MÖWENORT umgetauft. Grund der Verlegung war die Stationierung des Neubau-SRB der 8,5-Meter-Klasse GERHARD TEN DOORNKAAT. Das Boot von der Fassmer-Werft in Berne-Motzen wurde nach einem Unternehmer benannt, dessen Stiftung die Baukosten übernommen hatte. Von der gleichen Stiftung stammte auch das Geld zur Renovierung des alten Hafenmeisterhauses, das zum Stationshaus umgebaut wurde.
Im Juli 1999 kam ein zweites Boot zum kleinen städtischen Hafen am Kamigkrug. Die MARIE LUISE RENDTE war eines der drei Vorserienmodelle der gleichen Klasse mit 8,28 Meter Länge und hatte seit 1988 auf der Seenotrettungsstation Brunsbüttel gelegen. Nach 4 Jahren verlegte die DGzRS das Boot nach Schilksee, da ein ganz neuer Bootstyp für die Boddengewässer getestet werden sollte. Das 2003 aus England gelieferte Festrumpfschlauchboot von 6,8 Meter Länge erhielt zunächst den Namen RESCUE UECKER und konnte mit seinem 225-PS-Motor eine Geschwindigkeit von 37 Knoten erreichen. Für die Funktion der Selbstaufrichtung hatte das offene Boot einen Airbag (Kentersack) auf dem Gerätebügel im Heck. Nach einer intensiven Erprobungsphase erfolgte 2007 die Taufe auf den Namen DORA. Es wurde im August 2018 gestohlen und musste aus der Flottenliste gestrichen werden.

## Aktuelle Rettungseinheit
Seit 2020 sind in Ueckermünde wieder zwei Seenotrettungsboote stationiert. Mit SRB 81 EVA AHRENS-THIES liegt an der Mündung der Uecker der dritte Neubau der 8,9-Meter-Klasse von der finnischen Spezialwerft Arctic Airboats. Das Vollkunststoffboot (Rigid Buoyant Boat RBB) ist mit einem geringen Tiefgang und der maximalen Geschwindigkeit von 38 Knoten für die Boddengewässer bestens geeignet. Daher können die Retter aus Ueckermünde auch schnell das Achterwasser der Insel Usedom erreichen, um die Kollegen der Nachbarstation Zinnowitz zu unterstützen. Im Unterschied zum offenen Festrumpfschlauchboot DORA haben die neuen Boddenboote eine geschlossene Kajüte, um eine geschützte Unterbringung und Versorgung von Geretteten zu gewährleisten. Als zweite Rettungseinheit kam im Mai 2023 das 9,5-m-SRB NEUHARLINGERSIEL von der gleichnamigen Nordseeinsel. Das Boot ersetzt die GERHARD TEN DOORNKAAT, die zur Insel Fehmarn in den Hafen von Burgstaaken verlegt wurde.

## Rettungseinheiten in Ueckermünde
| Stationierung von Seenotrettungsbooten |                       |          |                       |                            |         |                      |                              |
| Zeitraum                               | Schiffsname           | Reg.-Nr. | Länge oder Klasse     | Anz. Motoren ges. Leistung | Geschw. | vorige Station       | Verlegung nach oder Verbleib |
| 1992 → 1992                            | TRIENTJE              | KRST 11  | 7-Meter-Klasse (1971) | 1 → 54 PS                  | 10,0 kn | von Maasholm         | → Freest                     |
| 1992 → 2023                            | GERHARD TEN DOORNKAAT | SRB 33   | 8,5-m-Klasse          | 1 → 220 PS                 | 18,0 kn | Neubau               | → Fehmarn                    |
| 1999 → 2003                            | MARIE LUISE RENDTE    | KRST 30  | 8,5-m-Klasse          | 1 → 220 PS                 | 18,0 kn | von Brunsbüttel      | → Schilksee                  |
| 2003 → 2018                            | RESCUE UECKER DORA    | RIB 1    | 6,8-m-Klasse          | 1 → 225 PS                 | 37,0 kn | Neubau               | gestohlen                    |
| seit 2020                              | EVA AHRENS-THIES      | SRB 81   | 8,9-m-Klasse          | 2 → 400 PS                 | 38,0 kn | Neubau               | auf Station                  |
| seit 2023                              | NEUHARLINGERSIEL      | SRB 54   | 9,5-m-Klasse          | 1 → 320 PS                 | 18,0 kn | von Neuharlingersiel | auf Station                  |

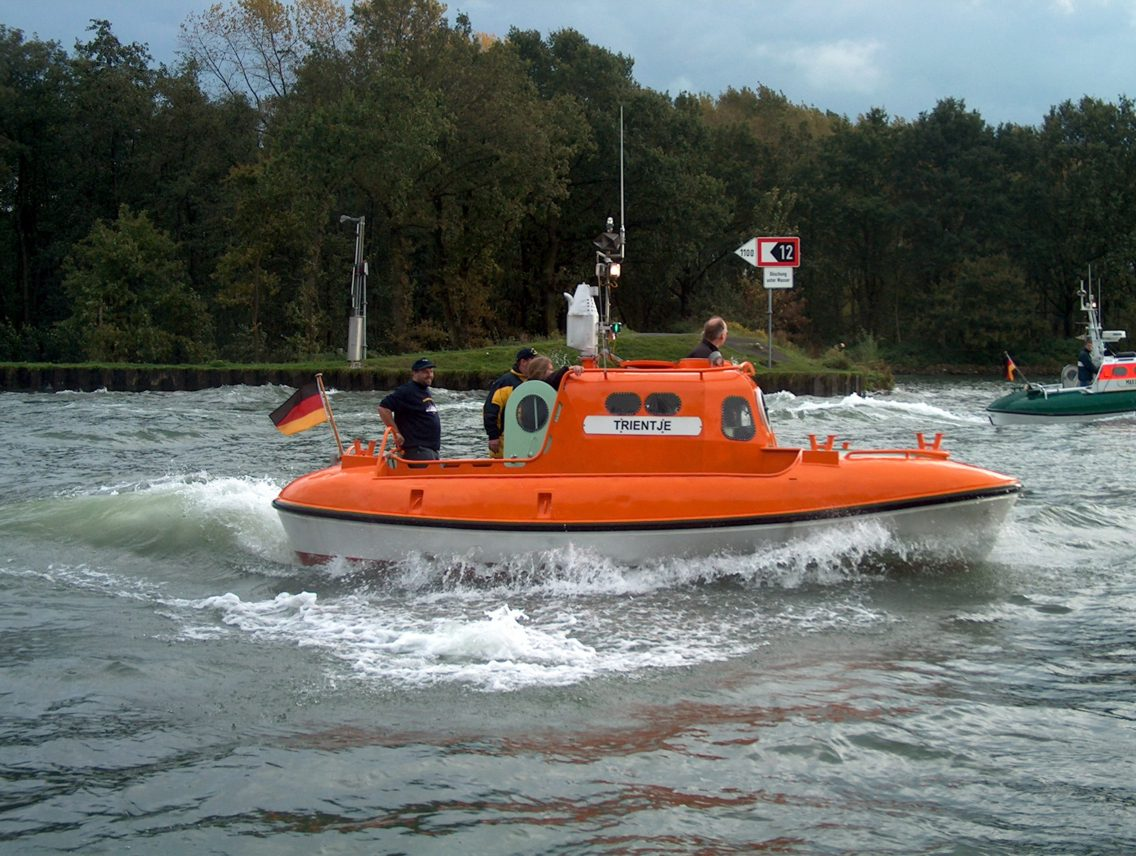
TRIENTJE restauriert und voll funktionsfähig
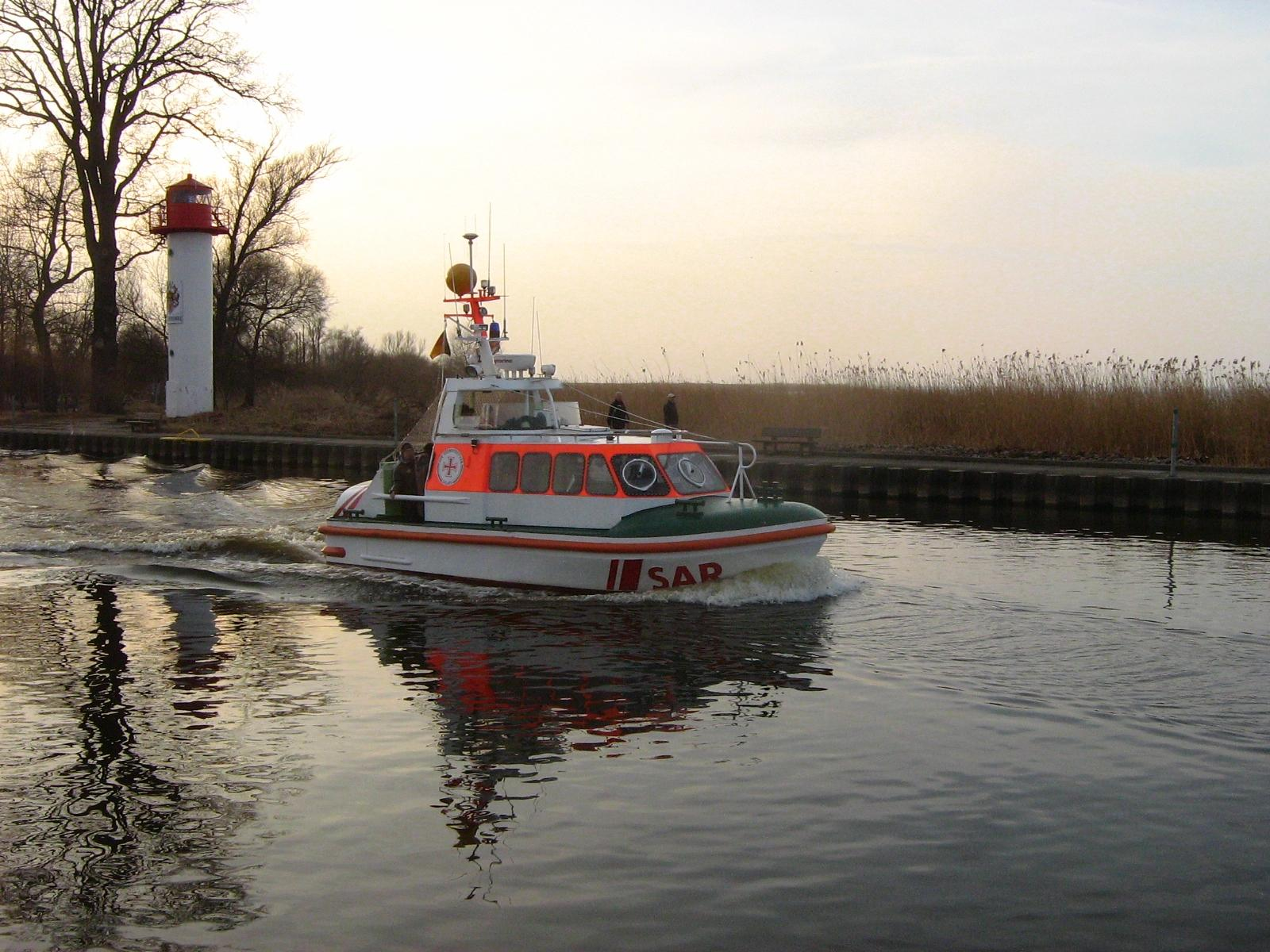
GERHARD TEN DOORNKAAT Ausfahrt Ueckermünde
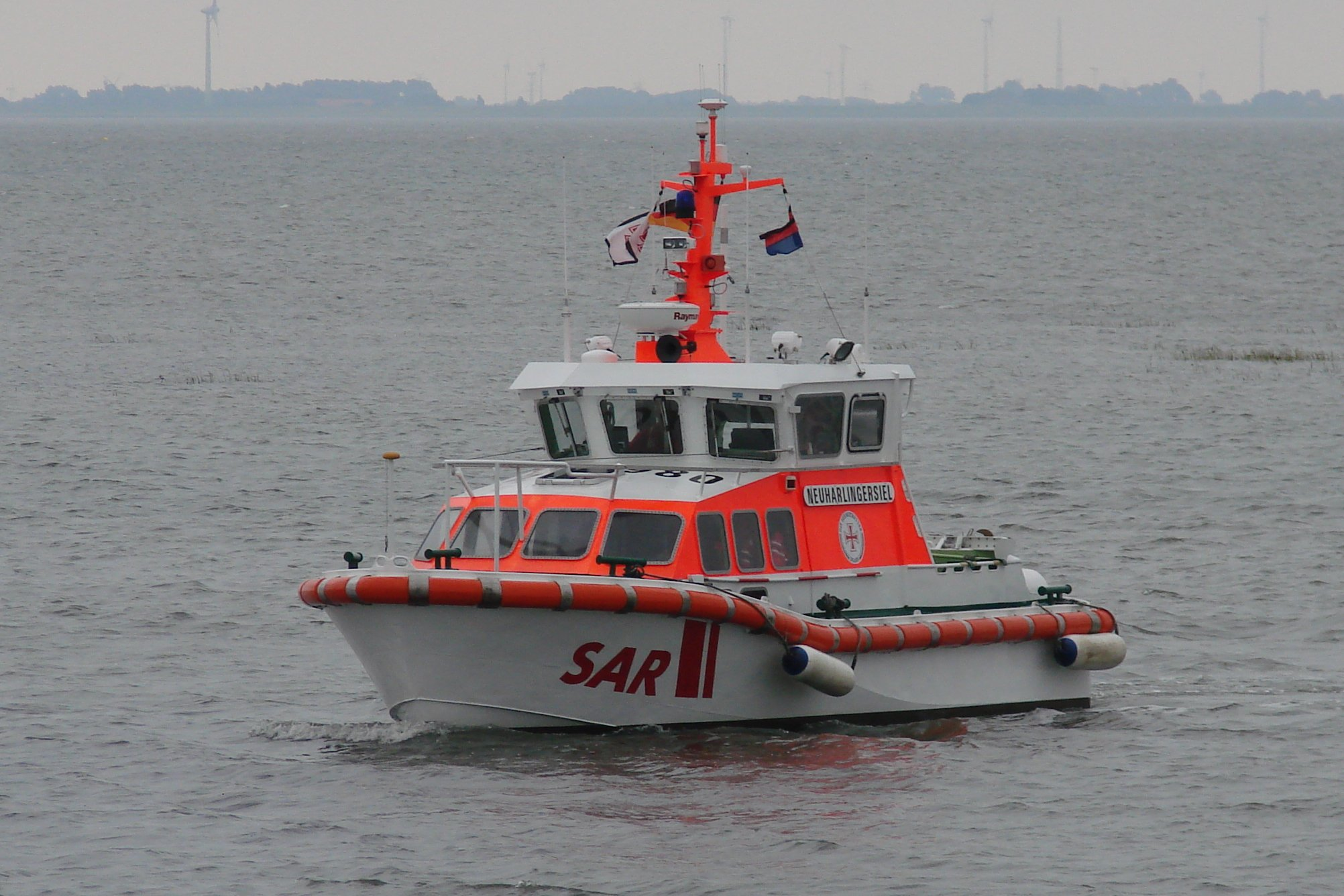
NEUHARLINGERSIEL
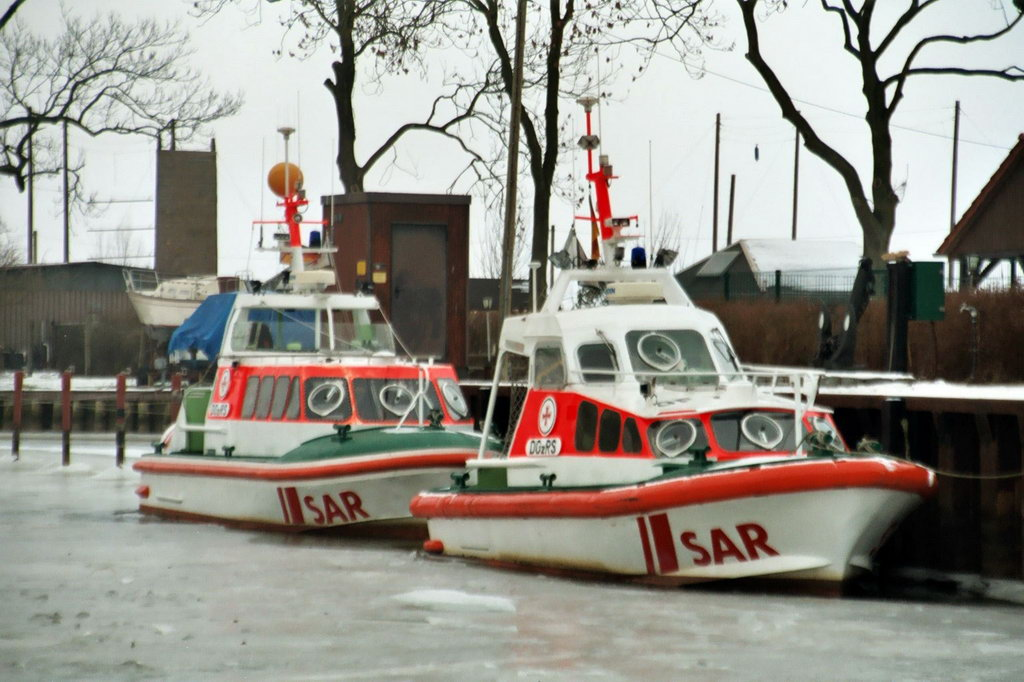
Doppelstation mit GERHARD TEN DOORNKAAT und MARIE LUISE RENDTE
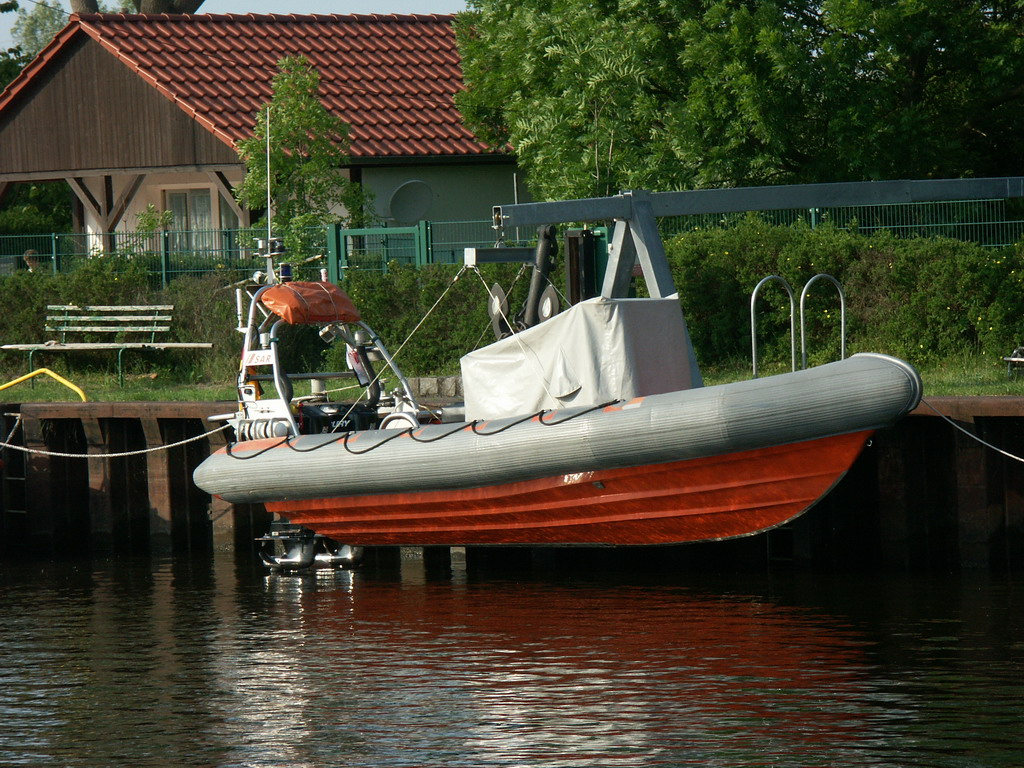
Das Festrumpfschlauchboot DORA